# 마리스타 교육수사회
마리스타 교육수사회 (Marist Brothers of the Schools / Fratres Maristae a Scholis - F.M.S)는 성 마르첼리노 샴빠냐 사제가 1817년 1월 2일에 프랑스에 설립한 천주교 평신도 남자 수도회이다.